# Paus Gregorius III
Gregorius III (Syrië, ? – 28 november 741) was paus van 731 tot zijn dood in 741. Zijn pontificaat leek op dat van zijn voorganger, Gregorius II.
In 726 werd Gregorius kardinaal gecreëerd van de Basiliek van San Crisogono in Trastevere door zijn voorganger, paus Gregorius II. Na diens dood in 731 werd hij volgens overlevering gekozen door de adel van Rome, toen hij meeliep met de grafprocessie. Hij was de laatste paus die toestemming kreeg van het Byzantijnse Keizerrijk om paus te worden. Een van Gregorius' eerste daden was het aanpassen van de wetten die keizer Leo III had bedacht. Die had het verboden om heiligen af te beelden. Gregorius begon met een nieuw concilie in november 731. Met deze zetten maakte hij zich niet geliefd bij het Byzantijnse rijk, dat daarop geen enkele paus meer erkende.
Gregorius bevorderde de uitbreiding van het christendom in het noorden van Europa. Hij was de paus die Bonifatius en Willibrordus op missie stuurde. Gregorius hielp het toekomstige Frankische Rijk met de herovering van Ravenna, dat in 733 in handen van de Lombarden was gevallen.
Gregorius is een heilige. Zijn feestdag is 28 november, de dag vóór zijn overlijden.
Hij is de laatste Aziatische paus en was tot de verkiezing van de Argentijnse paus Franciscus in 2013 de laatste niet-Europese paus.